# Mahmud ibn Muhammad
Pel sultà seljúcida vegeu: Mahmud ibn Muhàmmad ibn Màlik-Xah
Mahmud ibn Muhammad (àrab: محمود باي بن محمد الرشيد, Maḥmūd Bāy b. Muḥammad ar-Raxīd) (Tunis, 10 de juliol de 1757 - 28 de març de 1824) fou bei de Tunis, de la dinastia husaynita de Tunísia, del 1814 al 1824. Era el fill gran de Muhàmmad I ar-Raixid; aquest va governar tres anys però el poder real el tenia el seu germà Alí II ibn Hussayn, que el va succeir i va apartar Mahmud de la successió. Quan Ali II va morir la successió va passar al seu fill Hammuda Paixà, i després al germà petit d'aquest Uthman ibn Ali, però aquest va ser assassinat el 22 de desembre de 1814 per Mahmud, que es va proclamar bei i va retornar així al govern a la seva branca, governant personalment deu anys. El gran visir Sidi Yusuf fou executat al cap d'un mes (23 de gener de 1815) amb gran joia de la població, que l'odiava.
Va tornar al reclutament de geníssers, per fer front als atacs dels algerians.
La corsa va seguir sota el seu govern, i l'octubre de 1815 va enviar vaixells sota el comandament de Mustafà Rais que van fer 150 captius cristians. Després d'això les pressions (i amenaces) de les potències europees foren molt fortes i es van concretar en el Congrés de Viena (1815), amb l'enviament d'una flota dirigida pel britànic Lord Exmouth, que va dirigir un ultimàtum al bey i va aconseguir l'alliberament de 800 esclaus italians i la promesa del bey d'aturar la corsa.
Els geníssers no van estar d'acord amb la supressió de la pirateria; dues setmanes després de la sortida de Lord Exmouth els geníssers van intentar un cop d'estat i es van reunir al souk Ettrouk (30 d'abril de 1816) on van elegir com a caps a Delibadji i Chabane Khodja, i l'endamà van arrestar els principals personatges de l'estat que vivien a Tunis, com el gran muftí, el cadi, el dawlatli, el gran duaner, els governadors de Sfax i Gerba i altres. El cap de la guàrdia del bei, que va voler resistir, fou executat; els rebels van redactar un manifest condemnant la cessió del bei davant dels europeus i el van declarar deposat, proclamant el seu germà Ismail (declarat hereu presumpte el 1815); aquest va refusar el càrrec i va demanar als rebels de rendir-se i una part ho va fer; Delibadji i Chabane Khodja foren arrestats i executats, però uns 1.200 geníssers van decidir continuar la revolta i es van dirigir a la Goulette ocupant per sorpresa la ciutadella; finalment van decidir sortir del país aprofitant que hi havia cinc vaixells a port carregats de queviures, i després de saquejar els magatzems de l'estat. Alguns foren capturats més tard i executats; els geníssers, com a cos, van desaparèixer per sempre. Ismail va morir el 3 de novembre de 1816.
Per trobar noves fonts financeres, el bei va estendre els monopolis de l'estat: tots els productes d'exportació van esdevenir monopolis, arruïnant a molts particulars. El 1818 una epidèmia de pesta va afectar Tunis i va durar dos anys matant a milers de persones (unes 50.000) i deixant despoblada Tunis, ja que molts ciutadans en van fugir cap al camp. Amb tot la corsa no es va aturar del tot i especialment afectava als vaixells dels estats que no tenien tractats amb Tunísia. Així el 21 de setembre de 1819, una esquadra francobritànica es va presentar a Tunis dirigida pels almiralls Jurien i Freemanthe, i van comunicar oficialment al bei, en una audiència al palau del Bardo, les decisions del Congrés d'Aix-la-Chapelle adoptades el 20 de novembre 1818, que demanava als estats del nord d'Àfrica l'abolició de la pirateria i l'esclavatge de cristians. El bei va haver d'acceptar i fer promeses en ferm.
Acabada la pirateria van començar a entrar a Tunis mercaderies i divises europees (les darreres del rescat de captius); la moneda local, el rial, va caure extraordinàriament de valor.
Va ajustar la pau amb el governador d'Alger el 1821.
Al final de la seva vida Mahmud va deixar la gestió del país en mans del seu fill al-Hussayn II ibn Mahmud i es va dedicar a la filosofia, la cuina i la perfumeria. Va morir al palau el 28 de març de 1824 i el seu fill el va succeir.